# Projection démographique

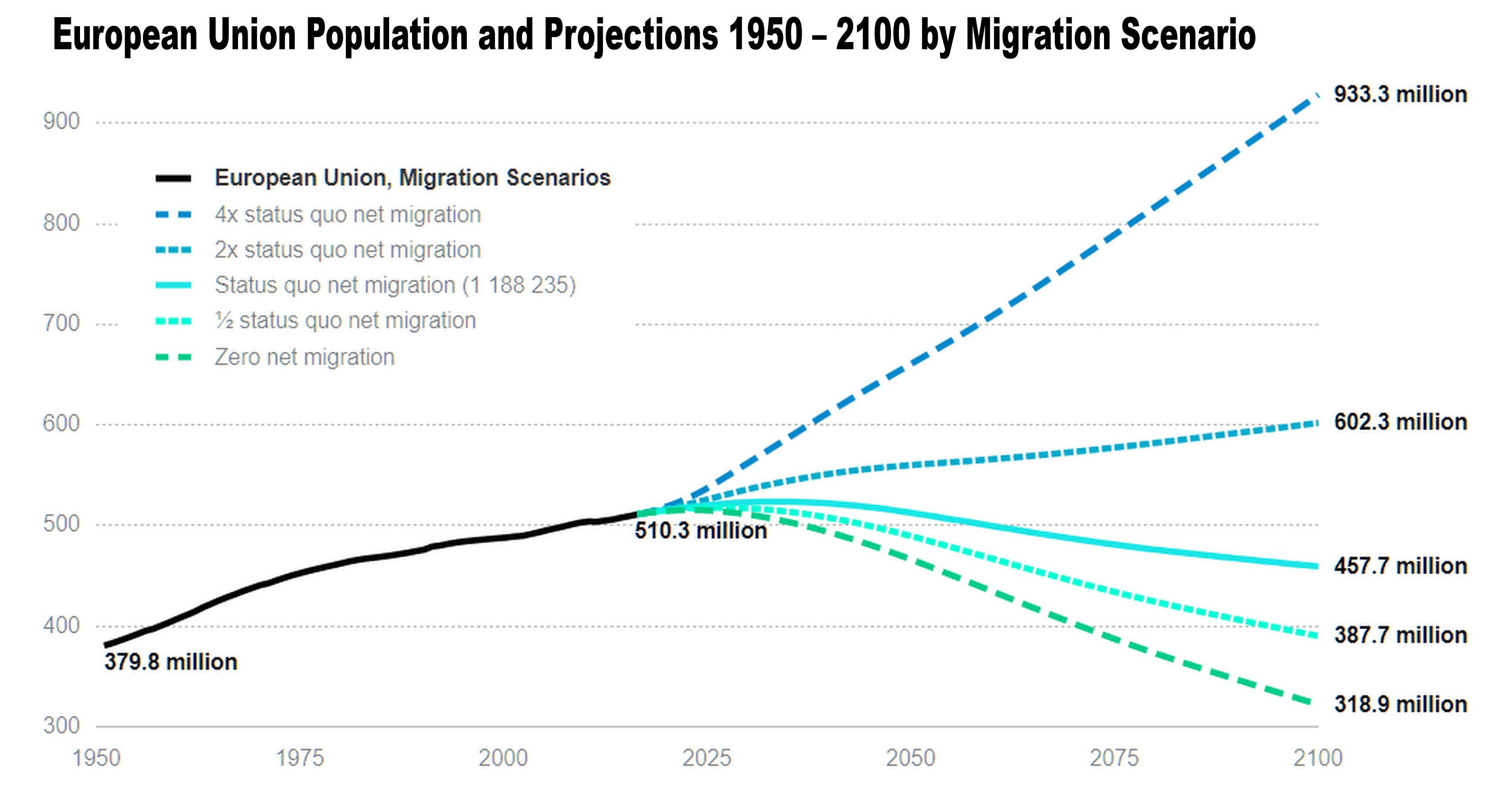
Projections de population de l'Union Européenne selon divers scénarios de migration.

Une projection démographique est une estimation chiffrée de données futures. 
La projection démographique se différencie de la prospective démographique dans le sens où elle est chiffrée, alors que la prospective est simplement qualitative.

## Relativité des projections
Les projections démographiques, qu'elles soient mondiales ou locales, se fondent néanmoins également sur des scénarios et sur des tendances et ne doivent par conséquent pas être considérées comme des prévisions. Elles ont des marges importantes d'incertitude en raison de nombreux aléas possibles dont le risque ou les chances d'occurrence ne peuvent être prévus : changements imprévisibles des comportements reproducteurs ou migratoire, épidémie, guerre, catastrophe de type Tchernobyl, problèmes de type délétion de la spermatogenèse, marges d'erreur dues à des surestimations (le recensement sous-estimant les populations nationales incite les démographes à ajuster les chiffres vers le haut), etc.

## Projection démographique mondiale
La plupart des démographes prospectivistes s'attendent pour les décennies à venir à : 
- d'importants changements géographiques des répartitions des populations sur la Terre ;
- poursuite du mouvement d'urbanisation et de périurbanisation à court terme ;
- période de vieillissement des populations due à la diminution de la fécondité et/ou à la diminution de la mortalité (augmentation de l'espérance de vie) ;
- des aléas démographiques et géographiques, locaux ou planétaires, sont toujours possibles : ils seront par exemple l'expression de crises économiques ou alimentaires, de guerres ou de pandémies (pandémie du SIDA, de Grippe aviaire ou autre maladie émergente) peuvent localement et ponctuellement induire des déplétions démographiques.

Selon la dernière projection des Nations unies (2015), la population mondiale devrait atteindre 11,2 milliards d'habitants en 2100. L'indice synthétique de fécondité était de 5 enfants par femme en 1950 contre 2,5 en 2015, si bien que la croissance démographique est passée sur la même période de 2 % (pic) par an à 1,2 %. 
Selon les dernières projections démographiques publiées en 2007 par l'ONU, d’ici cinquante ans, les Africains devraient être 2,6 fois plus nombreux, passant de quelque 700 millions en 2000 à près de 1,8 milliard, l'Inde devrait supplanter la Chine, comme nation la plus peuplée du monde, d'ici 2050, avec près de 1,7 milliard d'habitants. 

C'est selon certains prospectivistes, comme les Anglais John Beddington et Jonathon Porritt, conseillers du gouvernement du Royaume-Uni un des facteurs qui pourrait conduire à une crise mondiale sans précédent (vers 2030 selon le premier voire dès 2020 selon le second), un collapsus global associant une crise financière et économique et une crise écologique et climatique, pour n'avoir pas su - selon ces deux auteurs - dans les deux cas bien gérer le capital des ressources économiques et écologiques dont disposait l'humanité, en surexploitant les ressources et spéculant sur leur rareté, et en accumulant un énorme passif de dettes écologiques et dettes financières.